# Шона (език)
Шона (chiShona) е език от групата банту, говорен от около 9 милиона души от етническата група шона, главно в Зимбабве.
Езикът има няколко обособени диалекта, като дефинициите за обхвата му се разминават – някои езиковеди разглеждат като отделни езици сходни форми, като например маника и ндау, докато други ги приемат за част от шона. В стандартизираната си книжовна форма, използваща като писменост латиницата, езикът е един от официалните в Зимбабве.